# 今日に生きる
『今日に生きる』（きょうにいきる）は、1959年に日活によって制作、公開された日本映画。モノクロ・日活スコープ・94分、舛田利雄監督、石原裕次郎主演。
舞台となるのは北関東にある架空の鉱業都市・宇山（うざん）市で、茨城県日立市の日立鉱山等でロケが行われた。
1993年7月9日に日活からビデオソフト（VHS）化されたが廃盤、「石原裕次郎シアター DVDコレクション」73号（朝日新聞出版）として、2020年4月16日にDVD化された。

## あらすじ
北関東にある架空の鉱業都市で、二つの運輸会社の対立に巻き込まれた東京からの流れ者・城（石原裕次郎）が勧善懲悪の活躍をする。

## キャスト
城俊次
演 - 石原裕次郎
東京から来た流れ者。最初は鉱夫になるつもりだったが、なりゆきで山一運輸に雇われ、鉱山と工場を往復するトラック運転手になる。
山田一郎
演 - 二谷英明
山一運輸有限会社の経営者。元ライト級七位のボクサーだったがケガで引退している。
山田節子
演 - 南田洋子
山田一郎の妻
山田明
演 - 江木俊夫
山田夫妻の息子。作中で小学校に入学する。
矢代ユミ子
演 - 北原三枝
城の婚約者。姿を消した城を東京から追ってきて、宇山センターの食堂で働く。
三国伸介
演 - 金子信雄
三国運輸の社長
安西勇
演 - 宍戸錠
三国運輸所属のトラック運転手たちのチーフ
西岡茂（シゲ）
演 - 武藤章生
山一運輸のトラック運転手。三国運輸の一党に袋叩きにされても山一運輸に残ることを選ぶ。
三木
演 - 深江章喜
三国運輸のトラック運転手
ロックン
演 - 相原巨典
三国運輸のトラック運転手
鉄
演 - 黒田剛
三国運輸のトラック運転手
サダ
演 - 瀬山孝司
三国運輸のトラック運転手
杉浦部長
演 - 清水将夫
宇山鉱業の総務部長。矢代ユミ子の保証人になり、宇山センターの職を紹介する。
佐野課長
演 - 高原駿雄
宇山鉱業の交運課長。三国運輸と癒着している。
城の母
演 - 高野由美
城俊次の母親。夫の死後、女手一つで俊次を育てる。
宇山センターの支配人
演 - 小泉郁之助
職安の係員
演 - 柳瀬志郎
宇山職業安定所の職員

## スタッフ
- 監督：舛田利雄
- 企画：高木雅行
- 脚本：山崎巌 、江崎実生
- 撮影：姫田真佐久
- 音楽：佐藤勝
- 美術：松山崇
- 編集：辻井正則
- 録音：橋本文雄
- 照明：藤林甲
- 助監督：河辺和夫

## 同時上映
『おヤエのママさん女中』
- 脚本：高橋二三 / 監督：春原政久 / 主演：若水ヤエ子
- 若水ヤエ子主演『おヤエシリーズ』の第1作目。